# 準完全均衡
準完全均衡 (じゅんかんぜんきんこう，quasi-perfect equilibrium) は，展開型ゲームにおけるナッシュ均衡の精緻化のひとつで，エリック・ヴァン・ダムによるものである。簡単に言うと，準完全均衡をなす戦略をプレーしているプレーヤーは，相手プレーヤーによる潜在的な将来のミスを観察されたものと同様に考慮に入れるが，自分じしんは，たとえ過去に自分がミスをしていたとしても，将来において自分はミスをしないと仮定している。準完全均衡は逐次均衡のさらなる精緻化である。また準完全均衡は標準型プロパー均衡によって精緻化を受けている。

## メルタンの投票ゲーム
ジャン＝フランソワ・メルタンは，準完全均衡は許容的 (admissible) な行動を表現することが保証されている点で，ラインハルト・ゼルテンによる展開型摂動完全均衡よりも優れていると主張した。対照的に，ある 2 人投票ゲームについては，両プレーヤーについて許容的な行動を表現する展開型摂動完全均衡が存在しない。
メルタンの提案した投票ゲームは以下のように説明できるだろう：2 人のプレーヤーは，自分たちの一方を，ある簡単な作業を遂行するために選び出さなければならない。この作業は正しく遂行されるかもしれないし間違って遂行されるかもしれない。もし正しく遂行されたならば，両プレーヤーは利得 1 を得る。そうでなければ利得 0 を受けとる。この選挙は秘密投票によって行われる。両プレーヤーが同じプレーヤーに投票したならば，そのプレーヤーはこの作業をする。各プレーヤーが自分じしんに投票したならば，作業を遂行するプレーヤーは無作為に選ばれるが，そのプレーヤーは自分がこのようにして選ばれたことは知らされない。最後に，両プレーヤーが他方に投票したならば，作業は誰かべつの人によって遂行され，これは間違って遂行される可能性はない。
このゲームの一意な準完全均衡では，各プレーヤーは自分じしんに投票する。これはまた一意な許容的行動でもある。しかし任意の展開型摂動完全均衡では，少なくとも一方のプレーヤーは，自分は他方のプレーヤーと少なくとも同程度に間違って作業をすると考え，他方のプレーヤーに投票する。
この例は，展開型摂動完全均衡は変動ゲーム (perturbed game) の均衡の極限ゆえに，将来の「震え」の相対的な程度についてプレーヤー間での一致を暗に仮定している，ということのよい例になっている。またこれは，そのような仮定が不当であり望ましくないということの例でもある。